# Varakļāni
Varakļāni (ryska: Варакляны) är en kommunhuvudort i Lettland.   Den ligger i kommunen Varakļānu novads, i den östra delen av landet, 170 km öster om huvudstaden Riga. Varakļāni ligger 100 meter över havet och antalet invånare är 2 106.
Terrängen runt Varakļāni är mycket platt. Runt Varakļāni är det glesbefolkat, med 11 invånare per kvadratkilometer. Närmaste större samhälle är Viļāni, 12,1 km sydost om Varakļāni. Trakten runt Varakļāni består till största delen av jordbruksmark.